# Динамический диапазон по компрессии
Динамический диапазон по компрессии — характеристика радиоприёмного устройства. Отношение точки однодецибельной компрессии к мощности собственных шумов приёмника. Как правило, выражается в децибелах.
Точка однодецибельной компрессии и мощность собственных шумов должны быть приведены к одной и той же точке схемы, например, ко входу приемника.